# Keuzegids
De Keuzegids is een onafhankelijke gids die alle erkende opleidingen in Nederland beschrijft en beoordeelt. Hij verschijnt jaarlijks, sinds 2010 in vijf edities van middelbaar beroepsonderwijs tot en met masters. Elke gids is verkrijgbaar als boek en als online versie. De laatste wordt veel gebruikt door scholen en instellingen, om alle leerlingen of studenten toegang te verschaffen. De eerste versie van de Keuzegids verscheen in september 1991. Toen heette het nog de 'Universiteiten en Hogescholen Keuzegids'.

## Inhoud
Het aanbod en de kwaliteit van het onderwijs per groep verwante studies staat in de gids centraal. De opleidingen worden per categorie met elkaar vergeleken en gerangschikt op kwaliteit. 
De Keuzegids wordt samengesteld door het Centrum Hoger Onderwijs Informatie (CHOI). De informatie wordt gebaseerd op studentenoordelen en accreditatiegegevens, waarbij gebruikgemaakt wordt van informatie uit de Nationale Studenten Enquête (door Studiekeuze123 afgenomen in opdracht van het Ministerie van Onderwijs, Cultuur en Wetenschap), 'expertbeoordelingen' door de Nederlands-Vlaamse Accreditatieorganisatie (NVAO) en onderzoek van het Research-centrum voor Onderwijs en Arbeidsmarkt (onder andere onderwijsstatistieken over studiesucces).

## Vlaanderen
In Vlaanderen bestaat geen vergelijkbare keuzegids. Wel is er een jaarlijkse editie van Hoger onderwijs in Vlaanderen, een uitgave van de vrije centra voor leerlingenbegeleiding.